# Catoptria combinella
Catoptria combinella là một loài bướm đêm thuộc họ Crambidae. Nó được tìm thấy ở châu Âu.